# Кристиансен, Эмми
Эмми Кристина Гуттулсруд Кристиансен (норв. Emmy Kristine Guttulsrud Kristianesen; род. 13 сентября 2000, Холместранн, Эстланд, известная под мононимом Эмми) — норвежская певица и автор песен. Представительница Ирландии на конкурсе песни «Евровидение-2025» с песней «Laika Party».

## Биография
Эмми родом из деревни Санде в коммуне Холместранд. В детстве она пела в хоре. В 2015 году в возрасте 14 лет она приняла участие в молодёжном музыкальном шоу Melodi Grand Prix Junior, национальном детском отборе на «Детское Евровидение» от Норвегии с песней «Aiaiaiai»; её старший брат Эрленд ранее принимал участие в конкурсе в 2011 году.
В 2021 году Эмми приняла участие в Melodi Grand Prix 2021, норвежском национальном финале конкурса песни «Евровидение-2021» со своей песней «Witch Woods». Она прошла в финал с третьего полуфинала, но не прошла в финал конкурса. На Melodi Grand Prix 2024 Кристиансен была задействована в качестве автора песни «Woman Show» Матильды СПЗ, Криса Арчера и Slam Dunk. Помимо работы в Норвегии, она также приобрела аудиторию за пределами своей родной страны через свой аккаунт TikTok, где в конечном итоге набрала более миллиона подписчиков.
В январе 2025 года Эмми была объявлена участницей Eurosong 2025, ирландского национального финала конкурса песни «Евровидение-2025» с посвящённой собаке-космонавту Лайке песней «Laika Party», написанной Эмми в сотрудничестве с одним ирландским и тремя норвежскими авторами песен. Первоначально песня была представлена Норвегии с надеждой на участие в Melodi Grand Prix 2025, но была отклонена норвежской телекомпанией NRK. В национальном финале она победила как в голосовании национального жюри, так и в телеголосовании, получив право представлять Ирландию.

## Дискография

### Синглы
- 2015: «Aiaiaiai»
- 2016: «Bjørnar»
- 2016: «Frightened of Lightning»
- 2018: «Jeg ser at du har ringt»
- 2019: «The Little Boy»
- 2019: «Er det du som har tatt den?»
- 2020: «Gunnar»
- 2020: «If Only»
- 2021: «Witch Woods»
- 2021: «Collection»
- 2021: «Brilleskille» (with Ole Hartz)
- 2021: «Some Say»
- 2022: «Venus (Why Don’t We Run)»
- 2022: «Juliet»
- 2022: «Dear Sandman»
- 2022: «Dear Santa»
- 2023: «Just a Ghost»
- 2023: «DotA» (with J.O.X)
- 2023: «She»
- 2023: «Haunting You»
- 2024: «Vil ha dig» (with Unge Lama)
- 2024: «Lose My Love»
- 2024: «Dancing Alone»
- 2024: «Om du var min» (with J.O.X)
- 2024: «Ain’t Nobody» (with Braaten)
- 2024: «The Hanging Tree» (with Braaheim and Ilyaa)
- 2024: «Boten Anna» (with J.O.X and Hubbe)
- 2024: «Behind Blue Eyes» (with Braaheim and Ilyaa)
- 2024: «Say You Love Me» (with Braaheim and Ilyaa)
- 2024: «Lie to Me»
- 2024: «Monster»
- 2024: «Left Outside Alone»
- 2025: «Mom Is Home» (with K-391 and Nick Strand)
- 2025: «Laika Party»